# Pinus resinosa
Pinus resinosa (сосна червона, англ. Red pine, фр. pin rouge) — вид роду сосна родини соснових.

## Поширення
Поширення: Канада (Манітоба, Нью-Брансвік, Ньюфаундленд, Нова Шотландія, Онтаріо, Квебек); США (Коннектикут, Іллінойс, Мен, Массачусетс, Мічиган, Міннесота, Нью-Гемпшир, Нью-Джерсі, Нью-Йорк, Пенсильванія, Вермонт, Західна Вірджинія, Вісконсин). Утворює північно-східний змішаний хвойно-листяний ліс, що межує з бореальними хвойними лісів на північному кордоні. Цей район був сильно заледенілий під час останнього льодовикового періоду і льодовики залишили величезні поклади піску і деяка його кількість у пост льодовиковий час була зібрана в піщаних дюнах. Саме дона цих пісках, що ця сосна в основному  може тут успішно конкурувати з іншими деревами. Інший тип середовища проживання для P. resinosa є болотні поля. Вид уникає не кислі ґрунти і зростає на вапняку тільки коли є вилужений, кислий верхній шар. Ця, значною мірою, сосна низовини росте на висотах від 200 м до 450 м, але сходить до 1300 м над рівнем моря в Аппалачах. У північних частинах ареалу може утворювати великі чисті поселення, але частіше росте разом з Pinus banksiana, Pinus strobus, чи обома. Populus є поширеними у суб-бореальній зоні, далі на південь Abies balsamifera, Acer rubrum, Acer saccharum, Quercus alba, Quercus rubra, Fagus grandifolia і Betula papyrifera можуть прийти в ліс, особливо на більш родючих ґрунтах. У гірських районах, Pinus rigida, Pinus pungens, Pinus virginiana і Tsuga canadensis та інші хвойні дерева ростуть з P. resinosa.

## Опис
Дерева до 37 м; стовбур до 1,5 м діаметром, прямий; крона вузькозаокруглена. Кора світло-червоно-коричнева, борозниста і поділена на неправильні прямокутні, лускаті пластинки. Гілки висхідні. Бруньки яйцювато-загострені, червоно-коричневі, ≈ 2 см, смолисті. Листки по 2 в пучку, прямі або злегка деформовані, темно-жовто-зелені, вся поверхня у вузьких смугах, вершина коротко конічна, гостра. Пилкові шишки еліпсоїдні, ≈ 15 мм, темно-фіолетові. Насіннєві шишки дозрівають і відкриваються за 2 роки, вони симетричні, яйцюваті до відкриття, від широко яйцюватих до майже кулястих, коли відкриті, довжиною від 3,5 до 6 сантиметрів, світло-червоно-коричневі, майже сидячі. Насіння яйцеподібне: тіло 3–5 мм, коричневе; крило 20 мм. 2n = 24.
Найвище відоме дерево знаходиться в англ. Hartwick Pines State Park, штат Мічиган, 43,77 метра. Зрізане дерево при будівництві лінії електропередач у 1992 році мало вік визначений по кільцях 500 років. Це дерево було близько Кенора, Онтаріо.

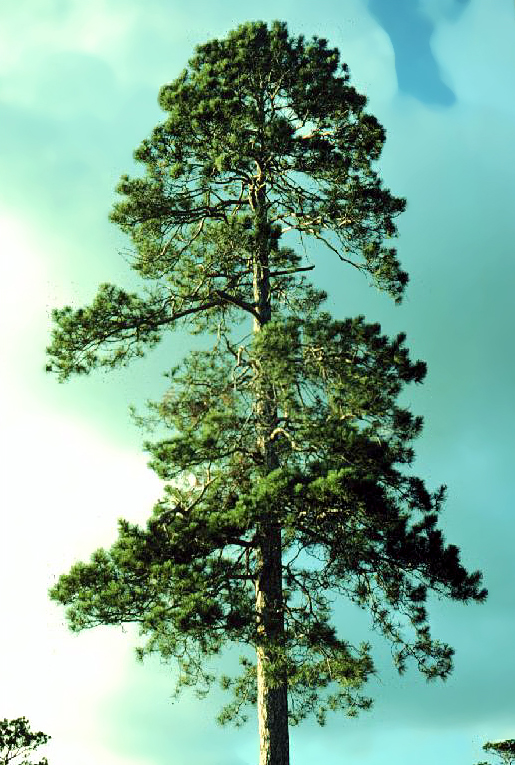
Старе дерево
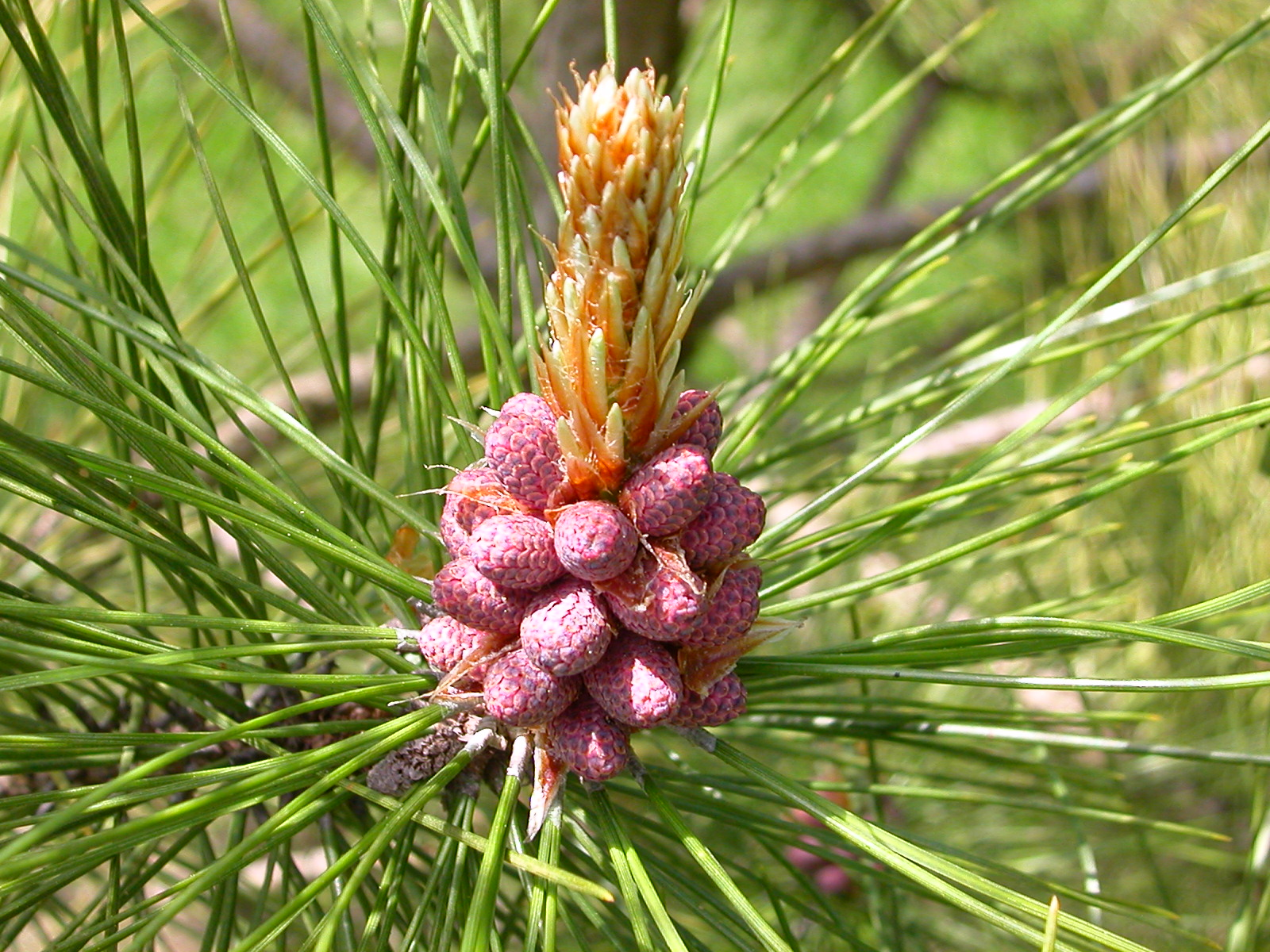
Пилкові шишки навесні
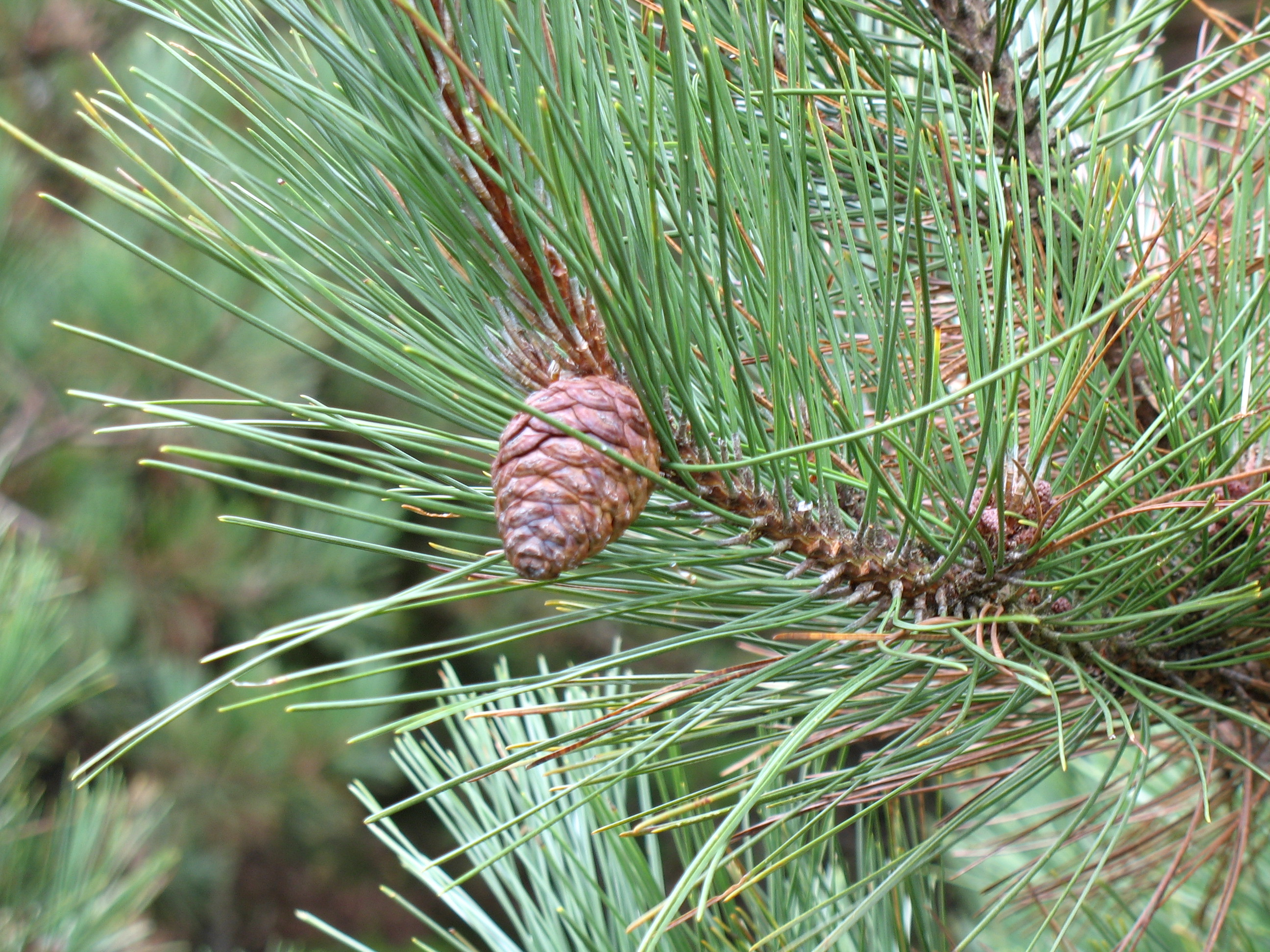
Шишка
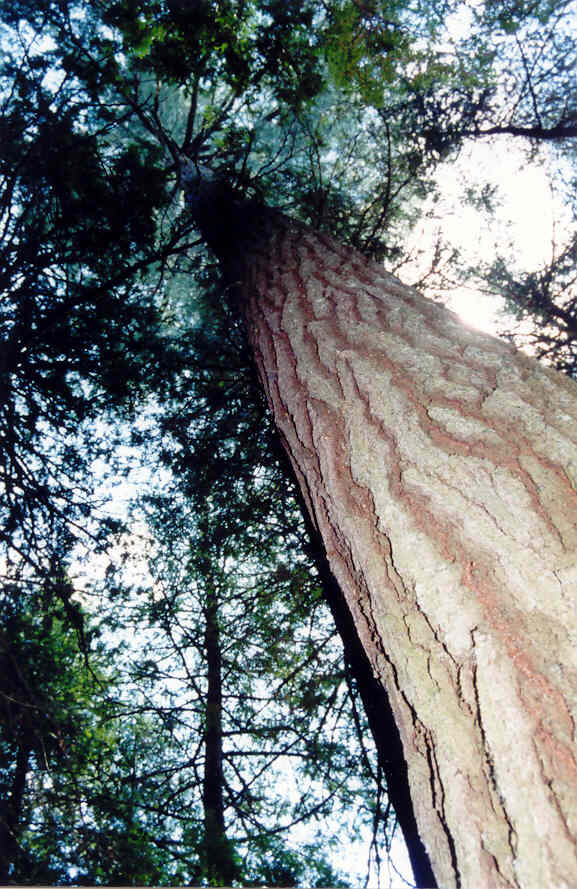
Стовбур

## Використання
Є важливим деревом на деревини і його широко саджають для цієї мети в північно-східній США і сх. Канаді. Блідо-червонувата деревина щільна і використовується в основному для балансової деревини і грубих будівельних лісоматеріалів. Також P. resinosa саджають для „новорічних ялинок“, використання яких вимагає обрізки гілок, щоб отримати бажану форму і щільність листя. Великі ділянки дюн були засаджені цими соснами для стабілізації піску і вид був використаний для утворення лісосмуг для запобігання вітрової ерозії на сільськогосподарських угіддях. Червона сосна була введена у Велику Британію ще у 1756 році, але там практично не використовується в озелененні та садівництві. У північно-східній США і сх. Канаді ситуація зворотна і кілька сортів, в основному карликові і чагарникові форми, були вирощені на садових ділянках.

## Загрози та охорона
P. resinosa широко вирубувалась у 19 і початку 20 століть, але регенерація (у тому числі лісовідновлення шляхом посадки в районі Великих озер) привели до істотного відновлення. Площа розміщення (AOO) насправді зростає у зв'язку із загальним відновленням лісових угідь від колишнього сільськогосподарського використання. Цей вид зустрічається в багатьох охоронних територіях.